# Veselin Vujović
Veselin „Vujo“ Vujović (serbisch-kyrillisch Веселин Вујовић; * 18. Januar 1961 in Cetinje, Republik Montenegro, SFR Jugoslawien) ist ein montenegrinischer Handballtrainer und ehemaliger jugoslawischer Handballspieler.
Mit 1,96 m Körperlänge spielte er im linken Rückraum. Er gilt als einer der weltbesten, erfolgreichsten, allerdings auch umstrittensten Handballspieler der 1980er Jahre. Als erster Handballspieler wurde er 1988 zum Welthandballer gewählt.

## Karriere

### Als Spieler
Mit 20 Jahren wechselte er zum jugoslawischen Spitzenklub Metaloplastika Šabac und war Teil der „Goldenen Generation“ des Vereins mit sieben nationalen Meisterschaften in Folge und zwei Titeln im Europapokal der Landesmeister. Vujović war zeitgleich in den 1980ern auch die Schlüsselfigur der jugoslawischen Nationalmannschaft, mit welcher er Olympiasieger und Weltmeister wurde. 1988 gewann er die erstmals stattfindende Wahl zum Welthandballer des Jahres. Im gleichen Sommer wechselte er nach Spanien zum FC Barcelona und später 1993 zu BM Granollers. Mit Barcelona gewann er ein weiteres Mal den Europapokal der Landesmeister, mit Granollers den EHF-Pokal.

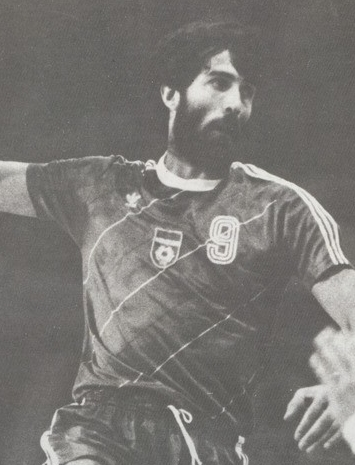
Veselin Vujović (1986).

### Als Trainer
Nach seinem Karriereende im Jahr 1995 wurde er Trainer bei Metaloplastika Šabac und ab 2000 beim spanischen Erstligisten BM Ciudad Real. Diese Position verlor er im April 2002, nachdem er im Final-Hinspiel im Europapokal der Pokalsieger nach dem Spiel gegen die SG Flensburg-Handewitt den Flensburger Spieler Lars Christiansen niedergestreckt hatte. Anschließend war er auf den am Boden liegenden Lars Krogh Jeppesen getreten. Er erhielt dafür von der EHF eine zehnmonatige Sperre und 9.000 Euro Geldstrafe.
2005 führte er die Jugend-Nationalmannschaft von Serbien-Montenegro zum ersten Jugend-Weltmeisterschaftstitel. Bei der Europameisterschaft 2004 in Slowenien gewann die von ihm trainierte serbisch-montenegrinische Nationalmannschaft gegen den späteren Europameister Deutschland im Eröffnungsspiel 28:26. Seine Mannschaft wurde dann Sechster. Bei der Weltmeisterschaft 2005 in Tunesien wurde seine Mannschaft Fünfter. Bei der Europameisterschaft 2006 in der Schweiz erreichte seine Mannschaft nur den neunten Platz. Dies führte wie auch der Vorwurf, er hätte seinen Spielern ein absichtliches Verlieren im Spiel gegen Kroatien vorgeschlagen, mit zu seiner Ablösung durch Jovica Cvetković. Mit ihm tauschte er quasi seinen Arbeitgeber, denn Veselin Vujović trainierte anschließend die mazedonische Mannschaft von RK Vardar Skopje, wo Jovica Cvetković zuvor als Trainer tätig war. Am 23. November 2008 attackierte Vujović nach einem Europapokalspiel zwischen Vardar Skopje und den Kadetten Schaffhausen die Schiedsrichter, woraufhin er für ein Jahr gesperrt wurde und eine Geldstrafe von 3.000 Euro erhielt. Im Januar 2010 verließ er Skopje und trainierte bis Dezember 2010 den katarischen Verein al-Sadd Sports Club. Im April des folgenden Jahres übernahm er erneut das Traineramt von RK Vardar Skopje. Nachdem Vujović im Sommer 2013 in die Vereinigten Arabischen Emirate zum Verein al Shabab gewechselt war, wurde er im September 2014 Trainer des kroatischen Klubs RK Zagreb. Ab Mai 2015 trainierte er zusätzlich die slowenische Nationalmannschaft. In der Saison 2017/18 trainierte er zusätzlich den slowenischen Erstligisten RD Koper 2013. In der Saison 2018/19 trainierte er den serbischen Erstligisten RK Železničar Niš. Im September 2019 übernahm er erneut RK Zagreb. Im November 2019 trennte sich der slowenische Handballverband von ihm. Nach der Saison 2019/20 beendete Vujović aus persönlichen Gründen sein Engagement bei RK Zagreb. Seit Januar 2021 trainiert er den bosnischen Erstligisten RK Borac Banja Luka. Im Sommer 2021 übernahm er zum dritten Mal das Traineramt von RK Vardar Skopje. Dort wurde er im Dezember 2021 freigestellt.
Vujović trainierte von März 2022 bis November 2023 die iranische Nationalmannschaft. Zwischen Februar 2024 und April 2024 war er Trainer des kroatischen Erstligisten RK Nexe. Im August 2024 übernahm er das Traineramt der katarischen Nationalmannschaft.

## Erfolge
Auswahlmannschaften
- Juniorenweltmeister 1981 mit Jugoslawien
- Vize-Weltmeister 1982 mit Jugoslawien
- Goldmedaille bei den Olympischen Sommerspielen 1984 in Los Angeles
- Weltmeister 1986 mit Jugoslawien
- Bronzemedaille bei den Olympischen Sommerspielen 1988 in Seoul
- Weltmeisterschaft 1990, 4. Platz mit Jugoslawien
- Europameisterschaft 1996: Bronze mit Jugoslawien

Vereinsmannschaften
- 7× Jugoslawischer Meister mit Metaloplastika Šabac: 1981, 1982, 1983, 1984, 1985, 1986 und 1987
- 4× Jugoslawischer Pokalsieger mit Metaloplastika Šabac: 1980, 1983, 1984 und 1986
- 2× Europapokal der Landesmeister mit Metaloplastika Šabac: 1985 und 1986
- 4× Spanischer Meister mit dem FC Barcelona: 1989, 1990, 1991 und 1992
- 2× Spanischer Pokalsieger mit dem FC Barcelona: 1990 und 1993
- 1× Europapokal der Landesmeister mit dem FC Barcelona: 1991
- 1× EHF-Pokalsieger mit dem BM Granollers: 1995

Persönliche Auszeichnungen
- 1× Sportler des Jahres in Jugoslawien
- 2× Handballer des Jahres in Jugoslawien
- 1988 Welthandballer des Jahres

Als Trainer:
- 4. Platz bei den Olympischen Sommerspielen 2000 mit Serbien-Montenegro
- Weltmeister U19-Jugend 2005 mit Serbien-Montenegro
- 2× Kroatischer Meister mit Zagreb
- 2× Kroatischer Pokalsieger mit Zagreb
- 1× Nordmazedonischer Meister 2013 mit Skopje
- 1× Nordmazedonischer Pokalsieger 2012 mit Skopje
- 1× Sieger der SEHA-Liga 2012 mit Skopje
- Bronzemedaille mit der slowenischen Nationalmannschaft bei der WM 2017 in Frankreich